# Korjakskij
Il Korjakskij, detto anche Korjakskaja sopka (russo Корякская сопка), Koriaka, Koriaksky, Koriatzkaia, Korjaka, Korjazkij, Koryaka, Streloshnaia sopka o ancora Streloschnaja, in , è un vulcano della Russia situato nel sud della penisola della Kamčatka, del territorio della Kamčatka.

## Geografia

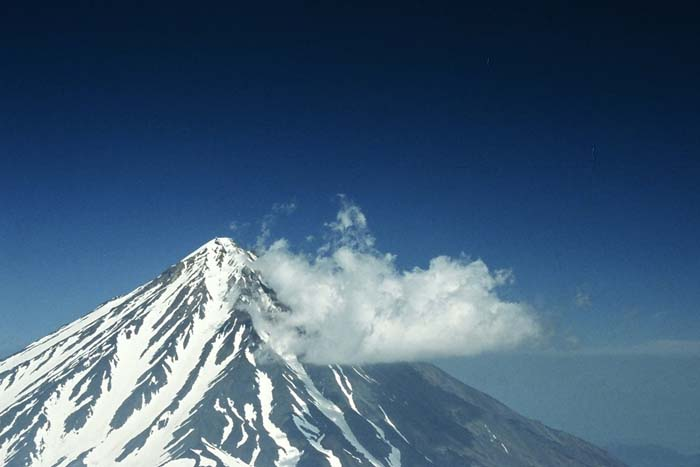
Il Korjakskij visto dalla sommità del vulcano Avačinskij situato a sud-est.

Il Korjakskij si trova nella penisola russa della Kamtchatka, poco a nord della capitale della penisola, Petropavlovsk-Kamčatskij..
Il vulcano svetta a 3.456 m di altitudine, ciò che lo rende la più alta vetta del gruppo vulcanico dell'Avačinskaja. Ha una forma conica, tipica degli stratovulcani, con pendici regolari ma intagliate dall'erosione, che ha formato ripidi valloni posti in particolare sul fianco sud..
La montagna è uno stratovulcano facente parte della Cintura di fuoco del Pacifico con eruzioni di tipo esplosivo. Le sue eruzioni hanno prodotto duomi di lava e pennacchi di cenere, con colate piroclastiche e lahar..

## Storia

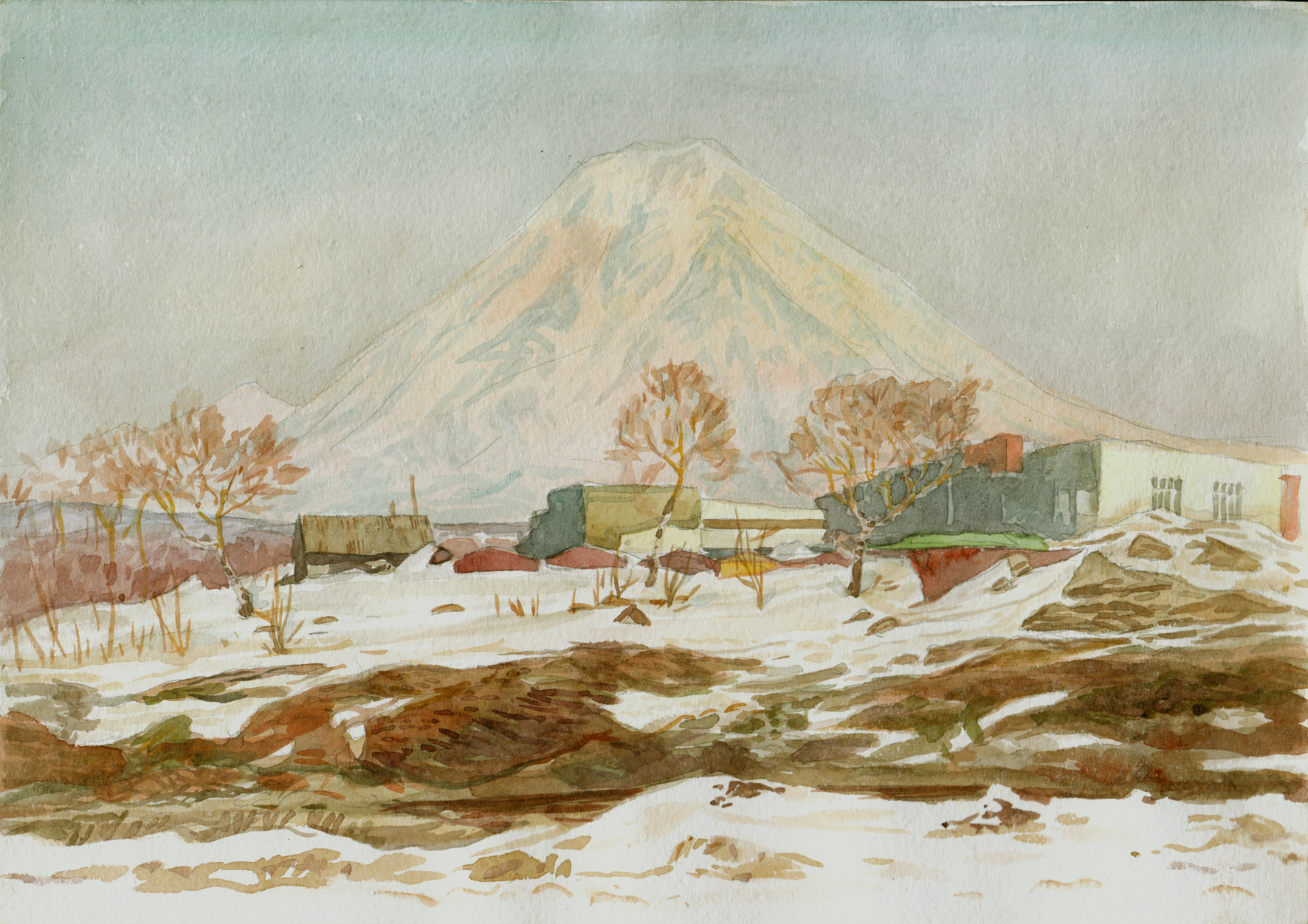
Korjakskij, acquerello del pittore russo Maximilian Presnjakov (2012)

Sono conosciute due eruzioni nel XX secolo. La seconda prodottasi tra il dicembre del 1956 e il giugno del 1957, che aveva interessato la sommità e il fianco nord della montagna, è sicuramente stata la più potente, valutata ad un grado tre della scala di esplosività vulcanica.. Forti esplosioni hanno prodotto nubi ardenti e lahar che hanno prodotto danni limitati e non hanno fatto vittime umane.. Una nuova eruzione si è verificata tra il dicembre 2008 e l'agosto 2009.
Oltre alle eruzioni storiche si sono avute attività vulcaniche nel 1550 a.C. nel 1950 a.C. e nel 5050 a.C. nessuna di esse ha avuto carattere catastrofico non avendo che in piccola parte modificato la topografica della montagna.
Anche l'eruzione, del 1956-57, pur essendo molto forte, non ha prodotto vittime o danni importanti in una regione che comunque risulta scarsamente popolata. Comunque il fatto che il vulcano assieme al suo vicino Avačinskij è stato posto nella lista dei Vulcani del Decennio, per la loro attività particolarmente esplosiva e per la loro prossimità ad un centro abitato.